# Собрија
Собрија (мкд. Собри) је насеље у Северној Македонији, у југоисточном делу државе. Собрија је насеље у оквиру општине Валандово.

## Географија
Собрија је смештена у југоисточном делу Северне Македоније. Од најближег града, Валандова, насеље је удаљено 8 km источно.
Насеље Собрија се налази у историјској области Бојмија. Насеље је положено у долини Анске реке, у јужној подгорини планине Беласице, на приближно 150 метара надморске висине.
Месна клима је измењена континентална са значајним утицајем Егејског мора (жарка лета).

## Становништво
Собрија је према последњем попису из 2002. године имала 225 становника. По попису из 1994. године насеље је имало 252 становника.
| Националност | Становника |
| Македонци    | 222        |
| албанци      | 0          |
| турци        | 0          |
| роми         | 0          |
| Власи        | 0          |
| срби         | 0          |
| остали       | 3          |

Претежна вероисповест месног становништва ислам.